# Filareto I de Moscú
Fiódor Nikítich Románov (en ruso: Фёдор Ники́тич Рома́нов; c. 1553 – 1 de octubre de 1633) fue un boyardo que se convirtió en patriarca de Moscú como Filareto (en ruso: Филарет) y que fue gobernante de facto durante el reinado de su hijo el zar Miguel I de Rusia.

## Biografía
Hijo de Nikita Románovich Zajarin-Yúriev, fue el primero en llevar por apellido Románov de la Dinastía Románov, fue tutor de Teodoro I de Rusia, hijo del zar Iván el Terrible.
A la muerte de su primo, el zar Teodoro (Fiódor) I, sin hijos, fue el principal candidato al trono, pero quien fue elegido fue Borís Godunov, esposo de la hija de Maliuta Skurátov, favorito de Iván el Terrible, quien fue artífice del desastre de la familia de Fiódor Nikítich al considerarla una amenaza. Tres años después de subir al trono, Godunov obligó al boyardo y a su esposa Ksenia Shestova a tomar los votos y a enclaustrarse en un monasterio con los nombres de Filareto y Marta. Filareto fue forzado a la más rigurosa de las relegaciones en el monasterio Antónievo-Siyski (hoy en la óblast de Arcángel), donde sufrió todo tipo de hostigamientos hasta que Dimitri I «El Falso» derrocó a los Godunov, lo liberó y lo nombró Obispo metropolitano de Rostov en 1605.
En 1609 es nombrado patriarca de Moscú y toda Rusia, aunque su jurisdicción se limitaba a las tierras que reconocían al Zar impostor. Cayó prisionero desde 1610 a 1619 del rey de Polonia Segismundo III Vasa, quien le refutó reconocer al zar Dimitri como el legítimo soberano de Rusia, fue liberado al firmarse la Paz de Deúlino el 13 de febrero de 1619 y el 2 de junio del mismo año se convierte en Patriarca reconocido.
Desde entonces, hasta su muerte, el gobierno sobre las tierras de Moscovia fue "de facto" una diarquía: desde 1619 hasta 1633 fueron dos co-regentes quienes reinaron, el zar Miguel I y su padre como patriarca Filareto, que frecuentemente trataba los temas de Estado sin consular con su hijo. 
Repuso las arcas del tesoro con un sistema más lógico y racional de evaluación y colecta de impuestos, su ley más importante fue la obligación del campesinado hacia la tierra, una medida en contra de la migración cada vez mayor de los siervos hacia las estepas, donde no tenían que pagar impuestos.
Su gran celo en el campo religioso, muchas veces conduce a Fiódor a excesos, pero de todas formas incentivó la publicación de tratados teológicos, formando el núcleo de la más tarde famosa Biblioteca Patriarcal, y ordenó que todos los arzobispos organizaran un seminario para el clero, incluso él mismo, que dio el ejemplo. Otro gran servicio que entregó a su país fue la reorganización del ejército, con la ayuda de oficiales extranjeros.
Tras su muerte, en octubre de 1633 el fervor de la Guerra de Smolensk disminuyó, haciendo que la autoridad del zar Miguel I decayera, al no contar con el apoyo de su padre.

## Descendencia
Con su mujer Ksenia Shestova tuvo los siguientes hijos:
- Borís (? - 30 de noviembre de 1592)
- Nikita (? - 9 de diciembre de 1593)
- Lev (? - 1 de octubre de 1597)
- Tatiana (? - 14 de noviembre de 1611), casada con el Príncipe Iván Mijáilovich Katyriov-Rostovski
- Miguel (12 de julio de 1596 – 12 de julio de 1645)
- Iván (? - 17 de junio de 1599)